# Verst
Verst (ryska: верста versta; efter flertalet oböjda räkneord: verst) är en gammal längdenhet i Ryssland, 1066,8 
m lång, drygt en km.
Den användes också i Finland, dock 1068,8 m lång, en tiondels gammal svensk mil, och kallades virsta på finska.